# Великогагин, Иван Васильевич Меньшой
Князь Иван Васильевич Великогагин Меньшой (? — 22.04.1598) — военный и государственный деятель, окольничий и воевода в правлении Ивана IV Васильевича, Фёдора Ивановича и Бориса Годунова.
Младший сын воеводы, князя Василия Андреевича Великого-Гаги Шастунова (1546—1555). Имел старшего брата, князя Ивана Васильевича Большого, упомянутого в 1569-1570 годах первым воеводой в Мценске, в 1571 году в Казани.

## Биография

### Служба Ивану Грозному
В 1575 году третий воевода в Казани, в 1576 году 2-й воевода там же. В 1579 году "по вестям" воевода в Смоленске, а потом «в новом городе Кокшаском». В 1583 году участвовал в Казанском походе из Нижнего Новгорода в Алатырь, командовал Большим полком конной рати, усмиряя татар и черемисов между Свияжском и Чебоксарами, после чего в 1584 году оставлен воеводой для вылазок и годовал в Свияжском остроге.

#### Служба Фёдору Ивановичу
В 1584 году воевода в Казани, где пожалован чином — окольничий. Осенью 1585 года послан воеводою Передового полка в Новый город с запасами провианта и снарядом (артиллерией), откуда указано ему идти в Казань и быть в остроге первым воеводою. В 1586-1587 годах первый воевода в Казанском остроге. В 1589 году представлял Государю немецкого посла. В 1591 году второй воевода Большого полка. В 1592 году упомянут четвёртым осадным воеводой, а потом по первой росписи воевода Передового полка, по другой росписи воевода Сторожевого полка направленного в Новгород «по свейским вестем», откуда ходил воеводой Большого полка в Тесов, из похода вернулся вторым воеводой в Новгород. В 1593 году отправлен первым воеводой осматривать засеки. В апреле 1594 года направлен вторым воеводою с Передовым полком в Калугу, в июле указано ему возвращаться в Москву, откуда послан первым воеводой делать засеки первой статьи. В этом же году местничал с 3-м воеводою полка левой руки бояриным, князем И. В. Сицким. Спор проиграл и ему была прислана царская грамота, в которой царь грозился «великою опалою и смертной казнью». Несмотря на это, отказался от должности и был «окольничий, князь Иван Гагин на службе и до отпуску». В апреле 1596 года вновь направлен в Калугу с Передовым полком 3-м воеводою, участвовал в походе против крымцев первым воеводой того же полка. В мае 1597 года послав в Рязань и все рязанские места с жалованием для дворян и детей боярских.

##### Служба Борису Годунову
В 1598 году первый судья в Судно-Московском приказе, в апреле направлен в Коломну 4-м воеводою Сторожевого полка по «Казы-Гиреевым вестем», а после послан в Псков приводить к присяге жителей в верности новому царю Борису Годунову, но по дороге умер. Погребён в Троице-Сергиевом монастыре. На надгробном камне была выбита надпись: "Князь Иван Васильевич Велико-Гагин представился 7106 (1598) года апреля в 22 день".

## Семья
Жена: Ульяна Богдановна († 1623), от брака с которой имел детей:
- Князь Великогагин Пётр Иванович — чернец Троице-Сергиева монастыря, бездетен.
- Князь Великогагин Степан Иванович — стольник (1627—1641), воевода в Воронеже (1627), Великих Луках (1637), рязанский помещик († 1646).
- Княжна Татьяна Ивановна († 12.12.1601) — похоронена в Троице-Сергиевом монастыре[1][3][5]. На надгробном камне была выбита надпись: "Князь Иванова дочь Васильевича Велико-Гагина княжна Татьяна представилась 7110 (1601) году декабря в 12 день"[4].